# Amnesiac
Amnesiac es el quinto álbum de estudio de la banda de rock británica Radiohead, lanzado el 30 de mayo de 2001 por Parlophone y Capitol Records, subsidiarias de EMI. Fue grabado con el productor Nigel Godrich en las mismas sesiones que el álbum anterior de Radiohead, Kid A (2000); Radiohead dividió el trabajo en dos porque sintieron que era demasiado denso para un álbum doble. Al igual que Kid A, Amnesiac incorpora influencias de la música electrónica, la música clásica del siglo XX, el jazz y el krautrock. La pista final, «Life in a Glasshouse», es una colaboración con el trompetista de jazz Humphrey Lyttelton y su banda.
Después de no haber lanzado ningún sencillo para Kid A, Radiohead promocionó Amnesiac con los sencillos «Pyramid Song» y «Knives Out», acompañados de videos musicales. También se hicieron videos para «Pulk/Pull Revolving Doors», «Like Spinning Plates» y «I Might Be Wrong», que se lanzó como sencillo promocional. En junio de 2001, Radiohead comenzó la gira Amnesiac, incorporando su primera gira por América del Norte en tres años.
Amnesiac debutó en el número uno en la UK Singles Chart y en el número dos en el Billboard 200 de EE. UU. En octubre de 2008, había vendido más de 900 000 copias en todo el mundo. Tiene la certificación de platino en el Reino Unido, EE. UU. y Canadá, y de oro en Japón. Aunque algunos críticos sintieron que era demasiado experimental o menos cohesivo que Kid A, o lo vieron como una colección de tomas descartadas, recibió críticas positivas; fue nombrado uno de los mejores álbumes del año por numerosas publicaciones.
Amnesiac fue nominado para el Premio Mercury y varios premios Grammy, ganando por Mejor diseño de embalaje para la edición especial. «Pyramid Song» fue nombrada una de las mejores pistas de la década por Rolling Stone, NME y Pitchfork, y Rolling Stone clasificó a Amnesiac en el puesto 320 en su lista de 2012 de los «500 mejores álbumes de todos los tiempos». Kid A Mnesia, una reedición de aniversario que compila Kid A, Amnesiac y material inédito, se lanzó en 2021.

## Grabación
Radiohead y el productor Nigel Godrich grabaron Amnesiac durante las mismas sesiones que su predecesor, Kid A, lanzado en octubre de 2000. Las sesiones tuvieron lugar desde enero de 1999 hasta mediados de 2000 en París, Copenhague y el estudio de Radiohead en Oxfordshire. El baterista Philip Selway dijo que las sesiones tenían «dos estados de ánimo... una tensión entre nuestro antiguo enfoque de estar todos en una habitación tocando juntos y el otro extremo de fabricar música en el estudio. Creo que Amnesiac sale más fuerte en la forma de arreglos de la banda».
Las sesiones se inspiraron en la música electrónica, la música clásica del XX, el jazz y el krautrock, utilizando sintetizadores, ondas Martenot, cajas de ritmos, cuerdas y metales. Las cuerdas, arregladas por el guitarrista Jonny Greenwood, fueron interpretadas por la Orquesta de St John's y grabadas en Dorchester Abbey, una iglesia del siglo XII cercana al estudio de Radiohead.
Radiohead consideró lanzar el trabajo como un álbum doble, pero sintió que era demasiado denso. El cantante Thom Yorke dijo que Radiohead lo dividió en dos álbumes porque «se cancelan entre sí como cosas terminadas en general. Vienen de dos lugares diferentes, creo... De alguna manera extraña, creo que Amnesiac le da otra versión de Kid A, una forma de explicación». La banda enfatizó que no veían a Amnesiac como una colección de caras B o tomas descartadas de Kid A, sino como un álbum por derecho propio.

### Pistas

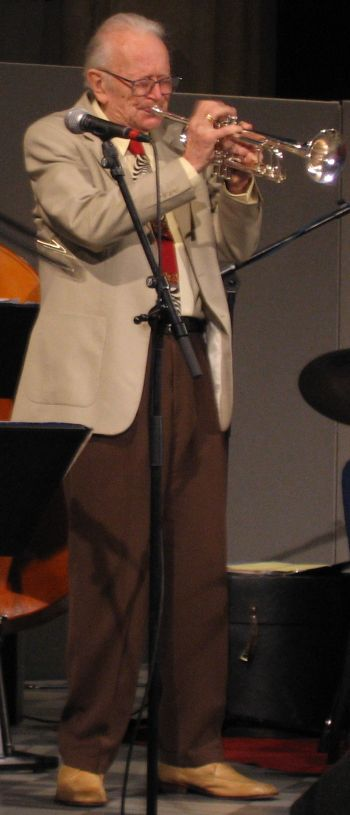
El trompetista de jazz Humphrey Lyttelton fotografiado en 2006. Él y su banda interpretaron «Life in a Glasshouse».

«Pulk/Pull Revolving Doors» comenzó como un intento de grabar otra canción, «True Love Waits». Incluye bucles de teclado grabados durante las sesiones de OK Computer; Radiohead desactivó los cabezales de borrado de las grabadoras para que la cinta se grabara repetidamente sobre sí misma, creando un bucle de cinta «fantasmal», y manipuló los resultados en Pro Tools. Al decidir que el arreglo no encajaba con «True Love Waits», Radiohead lo utilizó para crear una nueva pista. Yorke agregó una voz hablada y usó el software de corrección de tono Auto-Tune para procesarla en melodía. Según Yorke, Auto-Tune «intenta desesperadamente buscar la música en su discurso y produce notas al azar. Si le ha asignado una clave, tiene música». La versión «True Love Waits» de «Pulk/Pull Revolving Doors» finalmente se lanzó en la compilación de 2021 Kid A Mnesia. El Auto-Tune también se utilizó para procesar la voz de Yorke en «Packt Like Sardines in a Crushd Tin Box», para crear un «sonido nasal despersonalizado».
Para «You And Whose Army?», Radiohead intentó capturar el «sonido suave, cálido y proto-doowop» del grupo de armonía de la década de 1940 The Ink Spots. Silenciaron los micrófonos con cajas de huevos y usaron el altavoz difusor de palma resonante de ondes Martenot para tratar las voces. A diferencia de muchas pistas de las sesiones, la banda las grabó en vivo; el guitarrista Ed O'Brien dijo: «Lo ensayamos un poco, no demasiado, luego entramos y lo hicimos. Solo somos nosotros haciendo lo nuestro como banda».
Según un diario llevado por O'Brien, «Knives Out» tardó más de un año en completarse; dijo que era «lo más directo que hemos hecho en años», y que la banda estuvo tentada de embellecerlo demasiado. Fue influenciado por el trabajo de guitarra de Johnny Marr de los Smiths. «Dollars and Cents» fue editado a partir de un atasco de once minutos, utilizando un enfoque de edición inspirado en la banda de krautrock Can. El bajista Colin Greenwood tocó un disco de jazz de Alice Coltrane sobre la grabación, lo que inspiró a su hermano Jonny a escribir un arreglo de cuerdas al «estilo Coltrane».
«Like Spinning Plates» fue el resultado del intento de Radiohead de grabar otra canción, «I Will», en un sintetizador. Descartando la grabación como «Kraftwerk poco fiable», Radiohead la invirtió y creó una nueva canción. Yorke dijo: «Estaba en otra habitación, escuché la melodía vocal retrocediendo y pensé: “Eso es mucho mejor que al revés”, luego pasé el resto de la noche tratando de aprender la melodía». Yorke cantó la letra al revés; esta grabación a su vez se invirtió, creando voces con letras que suenan invertidas. Radiohead grabó «I Will» en un nuevo arreglo para su próximo álbum, Hail to the Thief (2003).
Para la pista final, «Life in a Glasshouse», Jonny Greenwood le escribió al trompetista de jazz Humphrey Lyttelton, explicando que Radiohead estaba «un poco atascado». Lyttelton accedió a interpretar la canción con su banda después de que su hija le mostrara el álbum OK Computer de Radiohead de 1997. Según Lyttelton, Radiohead «no quería que sonara como una producción de estudio ingeniosa, sino como algo ligeramente exploratorio de personas que tocan como si no lo tuvieran todo planeado de antemano». La canción se grabó durante siete horas y dejó a Lyttelton exhausto. «Detecté una especie de ojos en blanco al comienzo de la sesión, como si dijera que estábamos a millas de distancia», dijo. «Sufrieron bastantes ataques de nervios durante el transcurso de todo, solo por tratar de explicarnos a todos lo que querían».

## Música y letras
| [Amnesiac] puede haber sido grabado al mismo tiempo [que Kid A] ... pero viene de un lugar diferente, creo. Suena como encontrar un cofre viejo en el ático de alguien con todas estas notas y mapas y dibujos y descripciones de ir a un lugar que no puedes recordar.—Thom Yorke |

Amnesiac incorpora elementos de rock experimental, electrónica, rock alternativo y jazz. Colin Greenwood dijo que contenía «canciones tradicionales tipo Radiohead» junto con más trabajo experimental. The Atlantic lo contrastó con «el brillo quirúrgico» de Kid A, con arreglos «pantanosos y brumosos» y acordes y ritmos «inquietantes».
La primera pista, «Packt Like Sardines in a Crushd Tin Box», es una canción electrónica con sintetizadores y percusión metálica. «Pyramid Song», una balada swing con piano y cuerdas, se inspiró en la canción «Freedom» de Charles Mingus. Sus letras se inspiraron en una exposición de arte del inframundo del antiguo Egipto a la que Yorke asistió mientras la banda grababa en Copenhague y las ideas del tiempo cíclico discutidas por Stephen Hawking y el budismo.
Yorke dijo que «You and Whose Army?» era «sobre alguien que es elegido para el poder por la gente y que luego los traiciona descaradamente, tal como lo hizo Blair». La canción se desarrolla lentamente en el piano, antes de llegar a un clímax en el último minuto. Según O'Brien, «En el Radiohead de antaño, en OK Computer, ese descanso habría durado cuatro minutos. Habríamos continuado al estilo “Hey Jude”».
«I Might Be Wrong» combina un riff de guitarra «venenoso» con un «ritmo metálico similar al trance». La línea de bajo de Colin Greenwood se inspiró en el bajista de Chic, Bernard Edwards. La letra fue influenciada por el consejo que le dio a Yorke su pareja, Rachel Owen: «Siéntete orgulloso de lo que has hecho. No mires atrás y continúa como si nada hubiera pasado. Deja ir las cosas malas». «Knives Out», descrita como la canción más convencional del álbum, presenta líneas de guitarra «a la deriva», percusión «impulsiva», una línea de bajo «errante», voces «inquietantes» y letras «espeluznantes».
«Morning Bell/Amnesiac» es una versión alternativa de «Morning Bell» de Kid A; The Atlantic lo describió como una mezcla de «comodidad y náuseas». O'Brien dijo que Radiohead a menudo graba y abandona diferentes versiones de canciones, pero que esta versión era «lo suficientemente fuerte como para soportar escucharla de nuevo». Yorke escribió que se incluyó «porque venía de un lugar tan diferente... Porque solo lo encontramos de nuevo por accidente después de haberlo olvidado. Porque suena como un sueño recurrente. Se sintió bien». Dijo que la letra de «Dollars & Cents» era «un galimatías», pero estaba inspirada en la noción de que «las personas son básicamente píxeles en una pantalla, que sin saberlo sirven a este poder superior que es manipulador y destructivo».

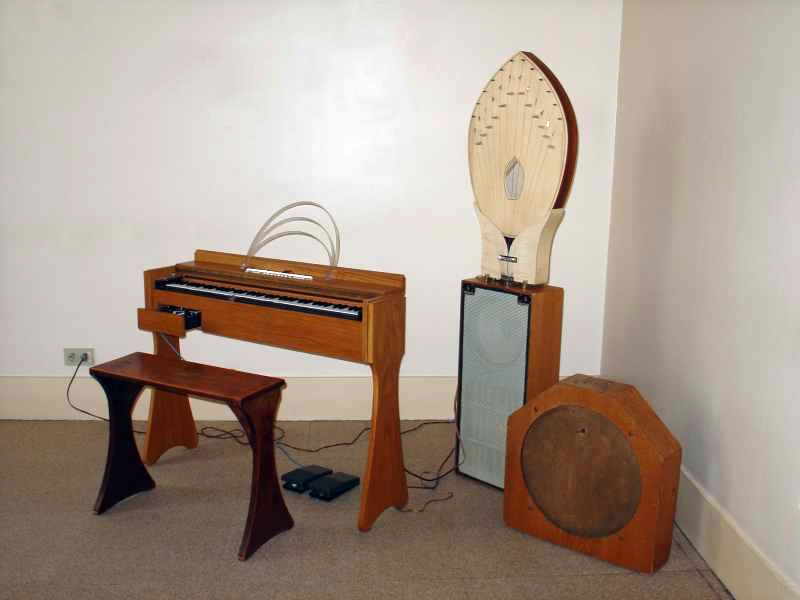
Jonny Greenwood usó las ondas Martenot, uno de los primeros instrumentos electrónicos. Su altavoz difusor de palma resonante (en el centro de la foto) se usó para tratar las voces en «You and Whose Army?».

«Hunting Bears» es un breve instrumental con guitarra eléctrica y sintetizador. «Life in a Glasshouse» presenta a la Humphrey Lyttelton Band tocando al estilo de un funeral de jazz de Nueva Orleans. Según Lyttelton, la canción comienza con «serpenteos improvisados, de blues, en clave menor, luego gradualmente se convierte en una especie de blues salvaje y primitivo de Nueva Orleans». La letra se inspiró en una noticia que Yorke leyó sobre la esposa de una celebridad tan acosada por los paparazzi que empapeló sus ventanas con sus fotografías.

## Portada y embalaje
La obra de arte de Amnesiac fue creada por Yorke y el antiguo colaborador de Radiohead, Stanley Donwood. En busca de inspiración, Donwood exploró Londres tomando notas, comparando la ciudad con el laberinto de la mitología griega. Escaneó páginas en blanco de libros antiguos y superpuso en ellas fotos de fuegos artificiales y bloques de pisos de Tokio, copias de los dibujos de Prisiones imaginarias de Piranesi y letras y frases impresas por Yorke en una máquina de escribir rota.
La portada muestra la portada de un libro con un minotauro llorando. El minotauro, un motivo de la obra de arte de Amnesiac, representa el «laberinto» en el que Yorke sintió que se había perdido durante su depresión después de OK Computer; Donwood lo describió como una «figura trágica». Otras figuras representadas en la obra de arte incluyen terroristas sin rostro, políticos egoístas y ejecutivos corporativos. Yorke dijo que representaban «las voces abstractas, semicómicas, estúpidamente oscuras y falsas que luchaban contra nosotros mientras tratábamos de trabajar».
Para la edición especial, Donwood diseñó un paquete con una caja de CD de tapa dura al estilo de un libro de biblioteca extraviado. Imaginó que «alguien hizo estas páginas en un libro y se metió en un cajón de un escritorio y se olvidó en el ático... Y visual y musicalmente, el álbum se trata de encontrar el libro y abrir las páginas». La edición especial ganó un premio Grammy al Mejor Paquete de Grabación en la 44.ª edición de los Premios Grammy.

## Lanzamiento
Radiohead anunció Amnesiac en su sitio web en enero de 2001, tres meses después del lanzamiento de Kid A. Fue lanzado en Japón el 30 de mayo por EMI, en el Reino Unido el 4 de junio por Parlophone y en Estados Unidos el 5 de junio por Capitol, ambas subsidiarias de EMI. Después de no haber lanzado ningún sencillo de Kid A, Radiohead lanzó dos de Amnesiac: «Pyramid Song» en mayo y «Knives Out» en julio, respaldados por videos musicales. Se crearon dos videos musicales para «I Might Be Wrong», que se lanzó como sencillo solo para la radio en junio.
Radiohead reelaboró «Pulk/Pull Revolving Doors» y «Like Spinning Plates» para un video musical animado por computadora dirigido por Johnny Hardstaff. El video se estrenó el 29 de noviembre de 2001 en un festival de animación en el Centro de Artes Contemporáneas de Glasgow. Presenta imágenes de orcas nadando bajo la luz ultravioleta, una máquina tomando forma y bebés siameses girando en una centrífuga. El video recibió poca difusión de MTV, que consideró que era «de naturaleza delicada» y solo lo transmitiría con una advertencia. Hardstaff dijo: «La ironía es que no puedes moverte en MTV por un R&B insulso y los alardes vacíos de “artistas” efectivamente obsesionados con sus propias pollas flácidas del mundo del espectáculo, pero cualquier película con una pizca de emoción real no va a funcionar ser visto».
Radiohead interpretó por primera vez canciones de Amnesiac en la gira Kid A, que comenzó en junio de 2000. Radiohead interpretó las pistas electrónicas utilizando instrumentación de rock; por ejemplo, Yorke interpretó «Like Spinning Plates» como una balada de piano. El 10 de junio de 2001, Radiohead grabó un concierto para un episodio especial de una hora de duración del programa de la BBC Later... with Jools Holland, que incluía una interpretación de «Life in a Glasshouse» con Humphrey Lyttelton Band. La gira Amnesiac comenzó el 18 de junio, incorporando la primera gira norteamericana de Radiohead en tres años. Las grabaciones de las giras de Kid A y Amnesiac están incluidas en I Might Be Wrong: Live Recordings, lanzado en noviembre de 2001.

## Ventas
Amnesiac debutó en el número uno en UK Singles Chart. En los EE. UU., debutó en el número dos en el Billboard 200, con ventas de 231 000, superando las 207 000 ventas de la primera semana de Kid A. Fue certificado oro por la Asociación de la Recording Industry Association of Japan por envíos de 100 000 copias en todo Japón. Para octubre de 2008, Amnesiac había vendido más de 900 000 copias en todo el mundo. En julio de 2013, fue certificado platino en el Reino Unido por ventas de más de 300 000.

## Recepción
Después de que el álbum anterior de Radiohead, Kid A, dividiera a los oyentes, muchos esperaban que Amnesiac volviera a su sonido de rock anterior. The Guardian tituló su reseña «Relájate: no se parece en nada a Kid A». Sin embargo, Rolling Stone vio el álbum como un mayor distanciamiento del anterior estilo britpop de Radiohead, y Pitchfork descubrió que «Amnesiac es tan parecido a The Bends como Miss Cleo lo es a Jamaican». Stylus escribió que aunque Amnesiac era «un poco más sencillo» que Kid A, «solidificó el modelo posmilenial de Radiohead: menos canciones y más atmósfera, más ecléctica y electrónica, más paranoica, más amenazante, más sublime».
Robert Hilburn de Los Angeles Times sintió que Amnesiac, en comparación con Kid A, era «un disco más rico y atractivo, su austeridad y visión problemática enriquecida por el despertar del espíritu humano». El crítico de The Guardian Alexis Petridis, a quien no le gustaba Kid A, sintió que Amnesiac devolvió a Radiohead a «su papel como la banda de rock más intrigante e innovadora del mundo... [Logra] un equilibrio ingenioso y gratificante entre la experimentación y el control de calidad. Es difícilmente fácil de digerir, pero tampoco imposible de tragar». Criticó las pistas electrónicas «Pulk/Pull Revolving Doors» y «Like Spinning Plates» como autoindulgentes, pero elogió los «inquietantes cambios musicales y melodías poco convencionales del álbum». The Guardian lo nombró «CD de la semana». Stylus escribió que era «un disco excelente», pero que no era tan «explorador o interesante» como Kid A.
Algunos críticos descartaron Amnesiac como una colección de tomas descartadas de Kid A. El crítico de Pitchfork, Ryan Schreiber, escribió que su «secuenciación cuestionable... hace poco para silenciar el argumento de que el disco es simplemente una compilación de caras B apenas velada». Otro escritor de Pitchfork, Scott Plagenhoef, sintió que la secuencia funcionaba creando tensión, aumentando el poder de las pistas más experimentales. Sin embargo, sintió que el marketing más convencional creaba una sensación de «normalidad» en comparación con Kid A y la impresión de que Radiohead había cedido a la presión de su sello discográfico.
Algunos críticos sintieron que Amnesiac era menos cohesivo que Kid A. El crítico de AllMusic Stephen Thomas Erlewine escribió que «a menudo suena como una mezcolanza» y que los álbumes «claramente derivan de la misma fuente y tienen los mismos defectos... La división solo hace los dos discos parecen desenfocados, incluso si lo mejor de ambos discos es bastante sorprendente». Otro crítico de AllMusic, Sam Samuelson, dijo que Amnesiac fue un lanzamiento «junto» que podría haber estado mejor empaquetado con el álbum en vivo I Might Be Wrong como un «paquete completo de sesiones de Kid A». Schreiber, sin embargo, sintió que «los aspectos más destacados sin duda valieron la pena la espera y superaron fácilmente su irregularidad ocasional».
Al revisar la reedición de 2009 de Pitchfork, Plagenhoef escribió: «Más que Kid A, y quizás más que cualquier otro LP de su tiempo, Amnesiac es el comienzo de una era desordenada y gratificante... desconectada, consciente de sí misma, tensa, ecléctica, llamativo: una sobrecarga de buenas ideas inhibidas por reglas, restricciones y sabiduría convencional». En 2021, en el vigésimo aniversario del álbum, The Atlantic escribió que Amnesiac podría ser el mejor trabajo de Radiohead: «Escucharlo 20 años después su lanzamiento, la sabiduría gruñona del álbum, su dignidad frente al temor, se siente más conmovedor que nunca».

### Reconocimientos
Amnesiac fue nominado para el Mercury Music Prize de 2001, perdiendo ante Stories from the City, Stories from the Sea de PJ Harvey, para el que Yorke proporcionó voces invitadas. Fue el cuarto álbum consecutivo de Radiohead nominado a un Premio Grammy al Mejor Álbum de Música Alternativa, y la edición especial ganó un Premio Grammy al Mejor Paquete de Grabación en la 44.ª Entrega de los Premios Grammy.
Varias publicaciones nombraron a Amnesiac como uno de los mejores álbumes de 2001, incluyendo Q, The Wire, Rolling Stone, Kludge, The Village Voice, Pazz and Jop, Los Angeles Times y Alternative Press. En 2005, Stylus lo nombró el mejor álbum de la década hasta el momento. En 2009, Pitchfork clasificó a Amnesiac como el 34.º mejor álbum de la década de 2000 y Rolling Stone lo clasificó en el puesto 25. Está incluido en el libro de 2005 1001 álbumes que debes escuchar antes de morir, y en el número 320 en la edición de 2012 de la lista de los «500 mejores álbumes de todos los tiempos» de Rolling Stone. «Pyramid Song» fue clasificado entre los mejores temas de la década por Rolling Stone, NME y Pitchfork.

## Reediciones
Después de un período de estar agotado en vinilo, EMI reeditó un LP doble de Amnesiac el 19 de agosto de 2008 junto con Kid A, Hail to the Thief y OK Computer como parte de la serie «From the Capitol Vaults». El 31 de agosto de 2009, EMI reeditó Amnesiac en una «Edición de coleccionista» de dos CD y una «Edición especial de coleccionista» que contiene un DVD adicional. El primer CD contiene el álbum de estudio original; el segundo CD recopila caras B de sencillos y presentaciones en vivo de Amnesiac; el DVD contiene videos musicales y una presentación televisiva en vivo. Radiohead, que dejó EMI en 2007, no participó en la reedición y la música no fue remasterizada. Las «Ediciones de coleccionista» se suspendieron después de que el catálogo anterior de Radiohead se transfiriera a XL Recordings en 2016. En mayo de 2016, XL reeditó el catálogo anterior de Radiohead en vinilo, incluido Amnesiac.
Una demostración temprana de «Life in a Glasshouse», interpretada por Yorke con guitarra acústica, fue lanzada en la compilación MiniDiscs [Hacked] de 2019. El 5 de noviembre de 2021, Radiohead lanzó Kid A Mnesia, una reedición de aniversario que recopila Kid A y Amnesiac. Incluye un tercer álbum, Kid A Mnesia, que comprende material inédito de las sesiones. Radiohead promocionó la reedición con dos sencillos digitales, las pistas inéditas «If You Say the Word» y «Follow Me Around». Kid A Mnesia Exhibition, una experiencia interactiva con música y obras de arte de los álbumes, se lanzó el 18 de noviembre para PlayStation 5, macOS y Windows.

## Posicionamiento en las listas
| Lista (2001)                        | Posición más alta |
| ----------------------------------- | ----------------- |
| Australia (ARIA)                    | 2                 |
| Austria (Ö3 Austria)                | 1                 |
| Bélgica (Ultratop flamenca)         | 4                 |
| Bélgica (Ultratop valona)           | 3                 |
| Países Bajos (Album Top 100)        | 3                 |
| Finlandia (Suomen Virallinen Lista) | 1                 |
| Francia (SNEP)                      | 2                 |
| Alemania (Offizielle Top 100)       | 2                 |
| Italia (FIMI)                       | 2                 |
| Polonia (ZPAV)                      | 3                 |
| Escocia (Scottish Albums Chart)     | 1                 |
| Suecia (Sverigetopplistan)          | 4                 |
| Suiza (Schweizer Hitparade)         | 6                 |

| Lista (2001)                        | Position |
| ----------------------------------- | -------- |
| Belgian Albums (Ultratop Wallonia)  | 77       |
| Canadian Albums (Nielsen SoundScan) | 58       |
| Dutch Albums (Album Top 100)        | 88       |
| French Albums (SNEP)                | 56       |
| UK Albums (OCC)                     | 80       |
| US Billboard 200                    | 139      |

## Certificaciones
| Región | Certificación | Ventas     |
| --- | ------------- | ---------- |
| Argentina (CAPIF) | Oro           | 20 000^    |
| Australia (ARIA) | Oro           | 35 000^    |
| Bélgica (BEA) | Oro           | 25 000*    |
| Canadá (Music Canada)                                                                                                 | Platino       | 100 000^   |
| Francia (SNEP) | Oro           | 100 000*   |
| Japón (RIAJ) | Oro           | 100 000^   |
| Reino Unido (BPI) | Platino       | 300 000^   |
| Estados Unidos (RIAA)                                                                                                 | Oro           | 1 020 000  |
| Resúmenes |               |            |
| Europa (IFPI) | Platino       | 1 000 000* |
| * Cifras de ventas basadas únicamente en la certificación. ^ Cifras de envíos basadas únicamente en la certificación. |               |            |

## Lista de canciones
Todas las canciones escritas y compuestas por Radiohead (Colin Greenwood, Jonny Greenwood, Ed O'Brien, Phil Selway, Thom Yorke). 
| N.º | Título                                    | Duración |  |
| 1.  | «Packt Like Sardines in a Crushd Tin Box» | 4:00     |  |
| 2.  | «Pyramid Song»                            | 4:49     |  |
| 3.  | «Pulk/Pull Revolving Doors»               | 4:07     |  |
| 4.  | «You and Whose Army?»                     | 3:11     |  |
| 5.  | «I Might Be Wrong»                        | 4:54     |  |
| 6.  | «Knives Out»                              | 4:15     |  |
| 7.  | «Morning Bell/Amnesiac»                   | 3:14     |  |
| 8.  | «Dollars and Cents»                       | 4:52     |  |
| 9.  | «Hunting Bears»                           | 2:01     |  |
| 10. | «Like Spinning Plates»                    | 3:57     |  |
| 11. | «Life in a Glasshouse»                    | 4:34     |  |

## Personal
Adaptado a las notas interiores de Amnesiac.
| Radiohead - Colin Greenwood - bajo eléctrico - Jonny Greenwood - guitarra eléctrica, ondas Martenot - Ed O'Brien - guitarra rítmica - Phil Selway - batería - Thom Yorke - voz Músicos adicionales - Orchestra de St John's – cuerdas (pistas: 2, 8) - John Lubbock – conductor - The Humphrey Lyttelton Band (pista 11) - Humphrey Lyttelton – trompeta, líder - Jimmy Hastings – clarinete - Pete Strange – trombón - Paul Bridge – contrabajo - Adrian Macintosh – batería | Técnicos - Nigel Godrich – producción, ingeniero - Radiohead – producción - Dan Grech-Marguerat – ingeniero (pista 11) - Gerard Navarro – ingeniero de asistencia - Graeme Stewart – ingeniero de asistencia - Bob Ludwig – masterización Portada - Stanley Donwood – fotos, diseño - Thom Yorke (acreditado como «Tchocky») – fotos |